# Elina González Acha de Correa Morales
Elina González Acha de Correa Morales, née le 20 janvier 1861 à Chivilcoy et morte le 13 août 1942 à Buenos Aires, est une géographe, peintre et militante des droits des femmes argentine. Elle fait partie des premières personnes diplômées de l'École normale d'Argentine, obtenant une reconnaissance internationale à la fois pour ses manuels et ses peintures. Membre fondatrice de la Société Géographique Argentine (es), elle en est la présidente de sa création jusqu'à sa mort. Elle et son mari, le sculpteur argentin Lucio Correa Morales (es) sont des défenseurs des revendications territoriales du peuple indigène Ona.

## Biographie
Elina González Acha naît le 20 janvier 1861 à Chivilcoy, dans la province de Buenos Aires, en Argentine. Elle fréquente l'école des sœurs irlandaises à Chivilcoy et étudie le français et le dessin à la maison. Sa mère, Cristina Acha, d'origine basque, l'inscrit à l'École normale nationale de professeur Président Roque Sáenz Peña Nº 1 en 1875.

### L'enseignante
González obtient son diplôme en 1879, devenant l'une des premières élèves du système scolaire normal argentin, et commence à enseigner. Elle poursuit ses études en anglais, français, allemand, latin et dessin. En 1887, elle travaille au Musée argentin des sciences naturelles de Buenos Aires et demande à entrer à l'Institut Géographique National en 1888. En 1890, elle commence à enseigner à l'Escuela Normal de Belgrano, mais démissionne pour un poste de présidente à l'Escuela Mariano Acosta (es). La même année, après qu'Ernestina A. López (en) a fondé le Liceo Nacional de Señoritas  González en devient la professeure de géographie et de sciences naturelles.

### Travail, publications et engagements
González se marie cette année-là à Lucio Correa Morales (es) qui devient ensuite le premier sculpteur argentin renommé. Ils ont eu sept enfants. Le couple accueille chez eux des intellectuels ainsi que des délégations de peuples autochtones cherchant leur aide pour garantir leurs droits ancestraux. Ils plaident également pour la promotion de l'éducation des femmes et travaillent sur des stratégies pour défendre les revendications territoriales du peuple autochtone Ona. En 1900, González rejoint le Conseil national des femmes et réalise deux peintures à l'huile sur toile, Cabeza et Amalita.
Poursuivant sa propre formation tout en enseignant, González étudie avec Eduardo Ladislao Holmberg, collectionne les insectes, apprend à embaumer les oiseaux et commence à publier des livres. Son premier ouvrage, Geografía elemental : Libro 1 (Géographie élémentaire : Premier livre) est publié en 1903 et est un manuel pour l'enseignement primaire. Cet ouvrage est rapidement suivi par Ensayo de Geografía Argentina : Parte Física (Essai de géographie argentine : partie physique) publié en 1904 et deux abécédaires de lecture, Isondú et Isopós. González devient également l'une des membres du comité exécutif de l'Asociación de Bibliotecas de Mujeres organisé par des femmes pour améliorer l'apprentissage de la lecture. Son manuel Isondú reçoit une médaille d'argent à l'Exposition universelle de 1904 à Saint Louis dans le Missouri. Au cours des années suivantes, González continue d'enseigner et participe à de nombreuses conférences internationales, présentant des articles sur des sujets géographiques. Elle participe aussi avec ses amis Elisa Bachofen (en), la première femme ingénieur civil argentine, Juliane Dillenius (es), première docteure en anthropologie du pays, Cecilia Grierson, première femme médecin argentine, et Berta Wernicke, première femme professeure d'éducation physique et promotrice de la participation des femmes aux Jeux Olympiques, à faire pression pour l'émancipation des femmes et leur égalité politique.
Elle prend sa retraite de l'enseignement en 1910.

### Une géographe reconnue
En 1910, González présente une communication au XVIIe Congrès international des Amériques qui est partagé entre Buenos Aires et Mexico. Le sujet de sa présentation est la chasse indigène qui, selon elle, a évolué à cause de l'environnement. Quelques mois plus tard, elle participe à la première conférence scientifique internationale des Amériques tenue à l'occasion des célébrations du centenaire de l'Argentine (en). Dans le cadre d'un supplément spécial au journal La Nación, González publie l'Historia de los Conocimientos Geográficos (Histoire de la connaissance géographique), qui donne un panorama complet de la topographie et des frontières du pays. Sur les 300 articles présentés dans le supplément, seuls deux ont été rédigés par des femmes, González et Ernestina A. López (en).
En 1922, González est une des fondatrices de la Société Géographique Argentine (es) (GÆA), dont elle est présidente jusqu'à sa mort. Elle devient la première femme membre correspondante de la Société géographique de Berlin en 1924 et est nommée la même année par le gouvernement pour représenter l'Argentine au Congrès international de géographie et d'ethnologie du Caire, en Égypte, en 1925. En 1926  elle rejoint l'Académie nationale mexicaine d'histoire et de géographie et en 1927 elle devient associée de la Société parisienne des Amériques. Enfin, en 1932, elle est invitée à rejoindre la Society of Woman Geographers.
En 1935, González publie avec sa fille Cristina, Amalita : libro de lectura para cuarto grado, un abécédaire de 4e année. Le livre décrit les paysages du pays, l'histoire populaire et parle de phénomènes naturels comme le vent et les éclipses. González  rencontre Rosario Vera Peñaloza (es) et le conseil d'administration de GÆA en 1937 pour concevoir et construire des cartes en relief du pays montrant toutes les provinces. En 1939, ses manuels sont honorés par les États-Unis.
González s'efforce tout au long de sa carrière de souligner l'importance de préserver l'histoire géographique, la toponymie et les coutumes de l'Argentine, et elle plaide pour la normalisation et le catalogage. En 1941, elle présente un projet de loi destiné à protéger la toponymie nationale.

### L'artiste
En 1913, sa carrière artistique est stimulée lorsque le Musée national des Beaux-Arts achète une de ses peintures à l'huile, Cabeza. Deux ans plus tard, la peinture reçoit une médaille d'argent.

### Décès et hommages
González décède le 13 août 1942 à Buenos Aires. Deux ans plus tard, lorsque le GÆA change de siège, un portrait de González peint par sa fille Lia Correa Morales y est installé à sa mémoire.
En 1962, à l'occasion du 40e anniversaire de la fondation de GÆA, un mémorial est organisé au cimetière de Recoleta en son honneur.
En 1972, un prix portant son nom est créé par le Ministère de la Culture pour honorer le meilleur diplômé en géographie.
En 1991, une chaire portant son nom est créée par l'Académie nationale de géographie. Elina González Acha de Correa Morales et Ana Palese de Torres sont les deux seules femmes argentines ainsi honorées, dans les quarante chaires de l'académie.

## Principales publications
- (es) Elina G. A. de Correa Morales et M E Carbone, Geografía elemental: Libro 1, Buenos Aires, Argentina, Cabaut Ed, 1903 (OCLC 835357570)
- (es) Elina G. A. de Correa Morales, Ensayo de Geografía Argentina: Parte Física, Buenos Aires, Argentina, 1904
- (es) Elina González Acha Correa Morales, Isondú: lecturas variadas para las escuelas comunes, Buenos Aires, Argentina, Cabaut, 1906[6]
- (es) Elina González Acha Correa Morales, Isipós, Buenos Aires, Argentina, Cabaut, 1911
- (es) Elina G.A. de Correa Morales, Ensayo de geografía argentina, parte física, Buenos Aires, Argentina, Cabaut y cía, 1910 (OCLC 21614558)
- (es) Elina González Acha de Correa Morales, Isipós tradiciones y cuentos para niños, Buenos Aires, Argentina, Cabaut y cía, 1911 (OCLC 610579771)
- (es) Elina González Acha de Correa Morales, Facultades que han contribuído á desarrollar el ejercicio de la caza entre los primitivos, Buenos Aires, Argentina, Impr. de Coni Hermanos, 1912 (OCLC 252817206)
- (es) Elina González Acha Correa Morales, Amalita: libro de lectura para cuarto grado, Buenos Aires, Argentina, Talleres J. Peuser, 1935[6]